# Hohenzollernsche Lande
Hohenzollernsche Lande (kurz Hohenzollern, seit dem 19. November 1928 amtlich Hohenzollerische Lande) war der Name des preußischen Regierungsbezirks Sigmaringen. Mit zahlreichen Exklaven bestand er von 1850 bis zur Auflösung des Freistaates Preußen nach dem Zweiten Weltkrieg. Dem Bezirk waren fast alle Rechte einer preußischen Provinz – auch die Vertretung im Preußischen Staatsrat – übertragen worden; der Regierungspräsident war einem Oberpräsidenten gleichgestellt. Zahlreiche Verwaltungsangelegenheiten oblagen aber der Rheinprovinz.
Im Jahr 1947 gingen die Hohenzollernschen Lande infolge der alliierten Besetzung im Land Württemberg-Hohenzollern auf. Dieses wurde 1952 mit den Ländern Württemberg-Baden und (Süd-)Baden zum Land Baden-Württemberg vereinigt. Somit bildet das Territorium der Hohenzollernschen Lande zusammen mit den historischen Ländern Baden und Württemberg das Territorium von Baden-Württemberg. Seit der Kreisreform Baden-Württemberg 1973 ist das vormals hohenzollernsche Territorium zwischen mehreren Landkreisen und drei der vier Regierungsbezirke Baden-Württembergs aufgeteilt.

## Geschichte
Gebildet wurde der Regierungsbezirk Sigmaringen im Jahre 1850, als die beiden ehemaligen Fürstentümer Hohenzollern-Hechingen und Hohenzollern-Sigmaringen an Preußen fielen. Zuvor hatten die beiden Fürsten im Zuge der Revolution von 1848/49 in Deutschland und in ihren Ländern am 7. Dezember 1849 abgedankt. Beide Herrscherhäuser hatten bereits seit 1695 bzw. 1707 Erbverträge mit Preußen.
Der preußische König Friedrich Wilhelm IV. zögerte zunächst, die beiden Fürstentümer zu übernehmen. Sein Historiker Rudolf von Stillfried-Rattonitz machte daraufhin klar, dass im Ablehnungsfalle sich die schwäbischen Fürsten „dem 400-jährigen württembergischen … Erbfeinde unvermeidlich in die Arme werfen [müssten]“, eine Schmach, die der König nicht dulden könne. Im Mai 1849 genehmigte der König einen Vertrag über den Anschluss, der am 7. Dezember 1849 unterzeichnet wurde. Die Besitzergreifung durch den preußischen Staat erfolgte am 6. April 1850 in Sigmaringen und am 8. April in Hechingen. Danach wurden die beiden Fürstentümer zu einem Regierungsbezirk mit Verwaltungssitz in Sigmaringen zusammengefasst.
Während des Deutschen Krieges kam es vom 27. Juni bis 6. August 1866 im Namen des Deutschen Bundes zur Besetzung durch württembergische Truppen.
Mit der Bildung von Provinzialverbänden bekamen auch die Hohenzollerischen Lande eine Selbstverwaltung, den Landeskommunalverband der Hohenzollerischen Lande, für den ein Kommunallandtag gewählt wurde. Beide bestanden bis 1973, als die hohenzollerischen Kreise Hechingen und Sigmaringen in ihrer bisherigen Form aufgelöst wurden. Das Appellationsgericht war zunächst bis 1879 das Gericht in Arnsberg. Danach war das Oberlandesgericht Frankfurt am Main zuständig. Das höhere Schulwesen und das Medizinalwesen unterstanden dem Oberpräsidium der Rheinprovinz.
Die Verwaltung des Regierungsbezirks Sigmaringen, der Aufgaben der Landesregierung wahrnahm, war zunächst in die sieben hohenzollerischen Oberämter Gammertingen, Haigerloch, Hechingen, Ostrach, Sigmaringen, Trochtelfingen und Wald untergliedert. 1925 wurden die zu dieser Zeit noch bestehenden Oberamtsbezirke Gammertingen, Haigerloch, Hechingen und Sigmaringen zu den beiden neuen Kreisen Hechingen und Sigmaringen zusammengefasst.  Zur Zeit des Nationalsozialismus gehörte das Gebiet zum NSDAP-Gau Württemberg-Hohenzollern unter Gauleiter und Reichsstatthalter in Württemberg Wilhelm Murr, dem auch immer mehr staatliche Aufgaben zufielen (Reichsverteidigungskommissar im Wehrkreis V 1939; Führer des Volkssturms 1944), blieb aber formal ein preußischer Regierungsbezirk. Ein Reichsgau Württemberg-Hohenzollern kam nicht mehr zustande.
Nach dem Zweiten Weltkrieg wurde das Gebiet Bestandteil der französischen Besatzungszone. Die Militärregierung vereinigte es 1946 mit dem südlichen Teil des ehemaligen Landes Württemberg zum Land Württemberg-Hohenzollern mit Tübingen als Hauptstadt. Die Landkreise Hechingen und Sigmaringen wurden dabei erhalten, auch als Württemberg-Hohenzollern 1952 in Baden-Württemberg aufging.
Bei der Kreisreform Baden-Württemberg 1973 wurden die Grenzen Hohenzollerns verwischt. Das Gebiet teilt sich heute auf neun Landkreise in drei Regierungsbezirken auf, die allesamt auch nicht-hohenzollernsche Gebiete umfassen. Der Großteil liegt im Landkreis Sigmaringen und im Zollernalbkreis, deren Grenzen zum Teil (vor allem im Norden) noch mit jenen von Hohenzollern übereinstimmen. Kleinere Anteile liegen östlich davon in den Landkreisen Reutlingen, Biberach und Ravensburg (im letzteren die südlichste Exklave von Hohenzollern, Achberg), die wie der Landkreis Sigmaringen und der Zollernalbkreis zum Regierungsbezirk Tübingen gehören. Westlich angrenzend liegen kleinere Gebiete in den Landkreisen Rottweil, Tuttlingen und Konstanz (Regierungsbezirk Freiburg) sowie Freudenstadt (Regierungsbezirk Karlsruhe).

## Politik

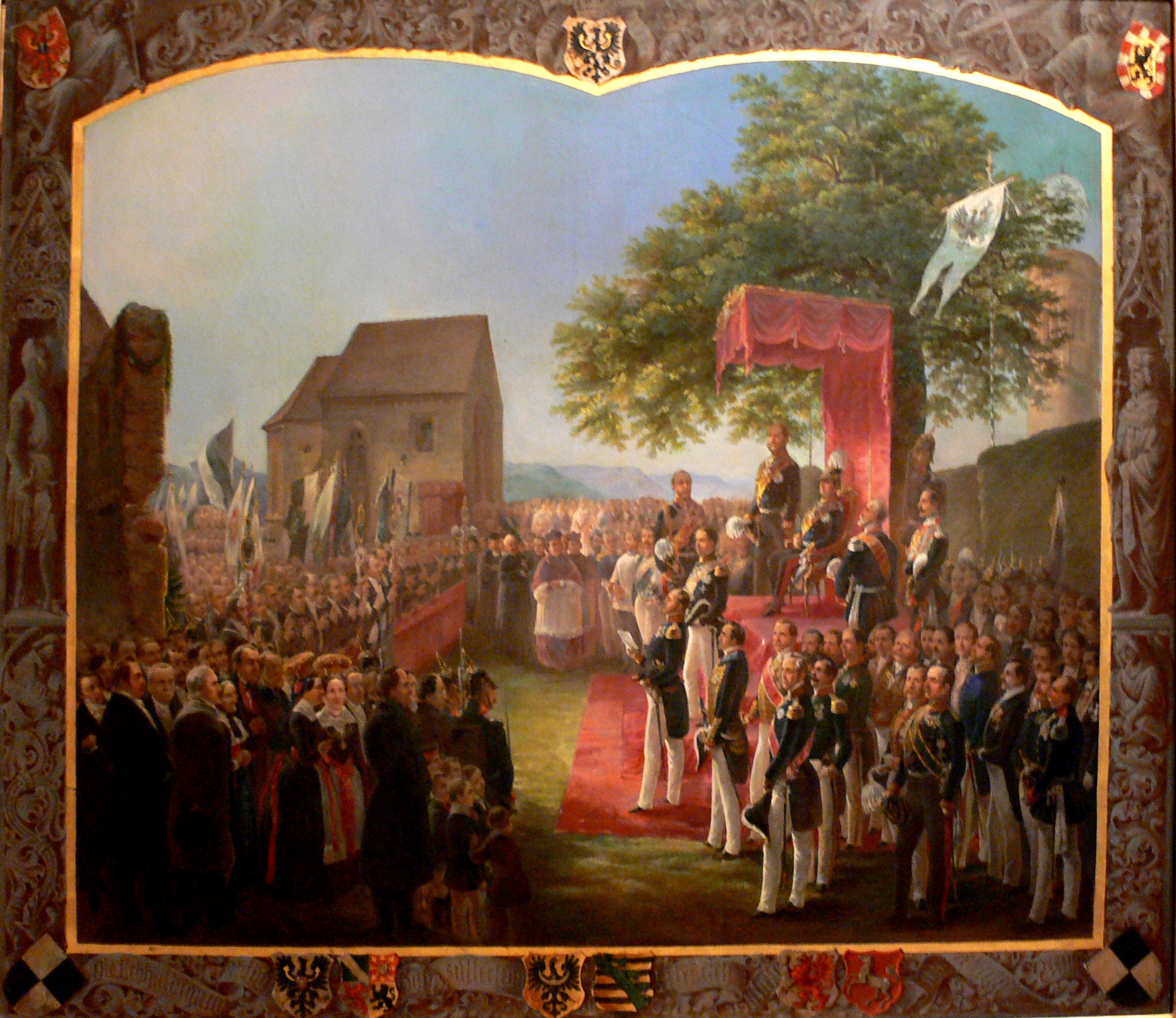
Erbhuldigung für König Friedrich Wilhelm IV. auf dem Hohenzollern am 23. August 1851

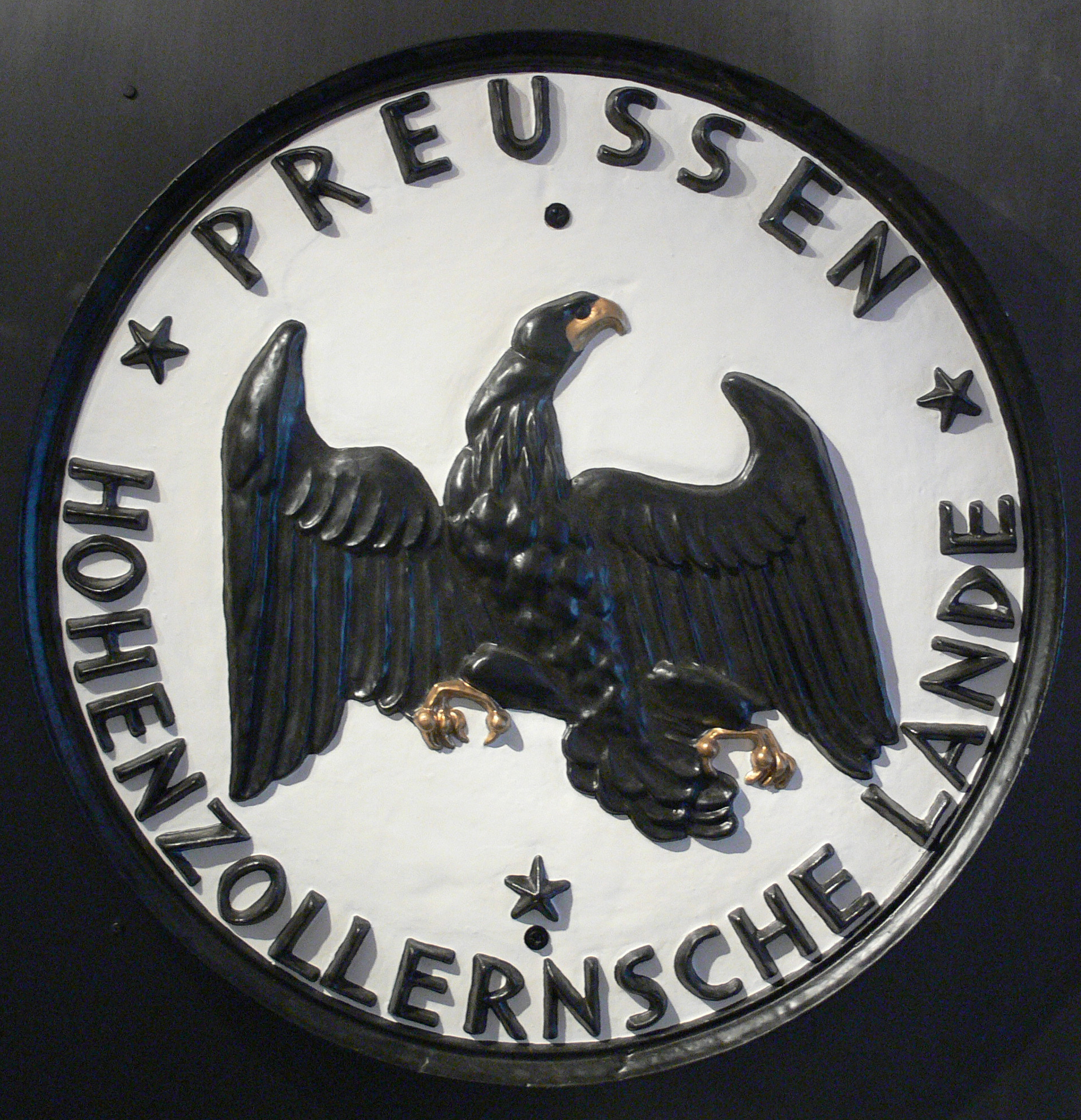
Hoheitszeichen der Hohenzollernschen Lande, wie es an den Grenzen im Freistaat Preußen aufgestellt war

### Regierungspräsidenten
(mit den Befugnissen eines Oberpräsidenten)
- 1850: Adolph von Spiegel-Borlinghausen
- 1850–1851: Anton von Sallwürk
- 1851–1852: Ludwig Viktor von Villers
- 1853–1859: Rudolf von Sydow
- 1859–1862: Karl Theodor Seydel
- 1862–1864: Hermann von Graaf (vertretungsweise)
- 1864–1874: Robert von Blumenthal
- 1874–1887: Hermann von Graaf
- 1887–1893: Adolf Frank von Fürstenwerth
- 1894–1898: Franz von Schwartz
- 1898–1899: Karl von Oertzen
- 1899–1919: Franz von Brühl
- 1919–1926: Emil Belzer
- 1926–1931: Alfons Scherer
- 1931–1933: Heinrich Brand
- 1933–1940: Carl Simons
- 1940–1941: Hermann Darsen
- 1941–1942: Hans Piesbergen[6]
- 1942–1945: Wilhelm Dreher

### Kommunallandtag
1925: Zentrum 68,4 % – 17 Sitze | Bürgerpartei/Bauernbund 16,7 % – 4 Sitze | DDP 9,3 % – 3 Sitze
1929: Zentrum 61,3 % – 15 Sitze | Hohenzollernscher Bauernbund 15,4 % – 4 Sitze | FWV 10,7 % – 3 Sitze | SPD 8,3 % – 2 Sitze
1933: Zentrum 50,2 % – 12 Sitze | NSDAP 38,1 % – 9 Sitze | DNVP 6,0 % – 2 Sitze
An 100 % fehlende Sitze = Nicht im Kommunallandtag vertretene Wahlvorschläge.

## Einwohnerentwicklung
Im Jahr 1852 lag die Einwohnerzahl der Hohenzollernsche Lande bei 65.634. Bis 1905 hat sie sich lediglich um vier Prozent auf 68.282 erhöht. 1939 war die Bevölkerungszahl auf 73.706 Einwohner gestiegen.
| Jahr | Einwohner |
| ---- | --------- |
| 1852 | 65.634    |
| 1880 | 67.624    |
| 1890 | 66.085    |
| 1900 | 66.780    |
| 1905 | 68.282    |
| 1910 | 71.011    |
| 1925 | 71.840    |
| 1933 | 72.991    |
| 1939 | 73.706    |